# Об'єкт 760
Об'єкт 760 (машина також широко відома як танк на повітряній подушці) - досвідчений ходовий макет бойової машини (легкого по масі плаваючего танка/БРДМ) на повітряній подушці, створений на початку 1960-х років.
Макет призначався для випробувань у рамках дослідно-конструкторських робіт на тему розвідувально-авіадесантної спеціальної бойової машини (СБМ) на повітряній подушці і був випущений в єдиному екземплярі. У результаті випробувань «Об'єкта 760» було опрацьовано проект БРДМ-ВПК.

## Історія створення
У 1961 ріку в рамках досліджень, що проводилися у ВНИИ-100 в 1959—1963 ріках можливості і доцільності застосування повітряної подушки для сухопутних бойових машин Челябінським тракторним заводом за участю інституту було розроблено та виготовлено ходовий макет перспективної бойової машини на повітряній подушці камерного типу, який отримав позначення «Об'єкт 760».
Випробування машини проводилися в 1961-1963 роках в різних умовах (таких як мокре торф'яне болото, снігова цілина, водна поверхня). За результатами випробувань «Об'єкт 760» показав високі показники прохідності та маневреності у порівнянні з легким серійним танком ПТ-76, в тому числі і на недоступних для останнього ділянках. При випробуваннях на мінних полях було з'ясовано, що при русі машини з використанням повітряної подушки протитанкові міни не спрацьовують ні під гусеницями, ні під спідницею, а протипіхотні - спрацьовують лише в окремих випадках під гусеницями, що не є проблемою для машини.
Подальшим розвитком «Об'єкта 760» став розроблений ВНДІ-100 проект перспективної СБМ БРДМ-ВПК («Об'єкт 761»), конструктивне та компонування опрацювання якого було зроблено на основі випробувань дослідної машини.

## Опис конструкції
«Об'єкт 760» мав класичну компонування танків з розміщенням відділення управління в носовій частині корпусу, бойового відділення - в середній частині і моторно-трансмісійного - в кормовій. Екіпаж машини складався з трьох осіб, які розташовувалися під прозорими ковпаками напівкруглої форми.

### Броньовий корпус та башта
Броньовий корпус машини був створений з урахуванням передбачуваної форми СБМ, яка мала забезпечити підвищену захищеність машини від вогню противника. Лобовий, бортовий і кормовий броньові листи були розташовані під великими кутами.
Замість башти на машині було встановлено її габаритний макет.

### Озброєння
Машина не мала озброєння, проте несла габаритний макет артилерійської зброї 2А28..

### Ходова частина
Ходова частина складалася з основного гусеничного рушія і допоміжної повітряної подушки камерного типу, що забезпечувала часткове розвантаження ваги машини. У режимі часткового розвантаження гусеничні стрічки зберігали контакт з поверхнею, що значно покращувало керованість та прохідність.
Гусеничний рушій, стосовно одного борту, складався з п'яти опорних котків, а також заднього ведучого та переднього направляючого колес. Підвіска — індивідуальна торсіонна.
Два нагнітач повітряної подушки, лівий і правий, розташовувалися в центральній частині корпусу, між бойовим і моторно-трансмісійним відділеннями.

### Електроустаткування
Електрообладнання машини включало одну фару зовнішнього освітлення, розташовану в носовій частині корпусу праворуч.